# Nemesis aggregatus
Nemesis aggregatus is een eenoogkreeftjessoort uit de familie van de Eudactylinidae. De wetenschappelijke naam van de soort is voor het eerst geldig gepubliceerd in 1967 door Cressey.